# Miss Costa Rica
Miss Costa Rica è un concorso di bellezza femminile destinato a donne fra i diciotto ed i ventisette anni, di nazionalità costaricana. La vincitrice e le finaliste rappresenta la propria nazione presso i concorsi internazionali di Miss Universo, Miss Mondo, Miss International, Miss Terra, Miss Tourism Queen International, Reina Hispanoamericana, Miss Continente Americano, Miss América Latina ed altri concorsi minori.

## Miss Costa Rica
La vincitrice di Miss Costa Rica, sin dal 1954, rappresenta il proprio paese a Miss Universo.
| Anno | Vincitrice                             | Regione                 | Piazzamento       |
| ---- | -------------------------------------- | ----------------------- | ----------------- |
| 1954 | Marían Esquivel McKeown                | Provincia di San José   | Top 15            |
| 1955 | Clemencia Martínez de Montis           | Distrito Capital        |                   |
| 1956 | Anabella Granados                      | Provincia di Heredia    | Miss Congeniality |
| 1957 | Sonia Cristina Icaza                   | Provincia di San José   |                   |
| 1958 | Eugenia María Valverde Guardia         | Provincia di Guanacaste |                   |
| 1959 | Sonia Monturiol                        | Provincia di Heredia    |                   |
| 1960 | Leila Rodríguez                        | Provincia di San José   |                   |
| 1962 | Helvetia Albónico                      | Provincia di Heredia    |                   |
| 1963 | Sandra Chrysopulos Morúa               | Provincia di San José   |                   |
| 1965 | Mercedes Pinagal                       | Provincia di Guanacaste |                   |
| 1966 | María Virginia Oreamuno                | Provincia di Cartago    |                   |
| 1967 | Rosa María Fernández                   | Provincia di Guanacaste |                   |
| 1968 | Ana María Rivera                       | Distrito Capital        |                   |
| 1969 | Clara Freda Antillón                   | Distrito Capital        |                   |
| 1970 | Lilliam Berrocal                       | Provincia di Cartago    |                   |
| 1971 | Rosa María Rivera                      | Provincia di San José   |                   |
| 1972 | María Victoria (Vicki) Ross González   | Provincia di Cartago    |                   |
| 1973 | María del Rosario (Rossy) Mora Badilla | Provincia di Alajuela   |                   |
| 1974 | Jeannette Rebeca Montagné              | Provincia di Limón      |                   |
| 1975 | María de los Angeles Picado González   | Provincia di Alajuela   |                   |
| 1976 | Silvia Jiménez Pacheco                 | Provincia di Limón      |                   |
| 1977 | Claudia María Garnier Arias            | Provincia di Puntarenas |                   |
| 1978 | Maribel Fernández García               | Provincia di San José   | Miss Photogenic   |
| 1979 | Carla Facio Franco                     | Provincia di Guanacaste |                   |
| 1980 | Bárbara Bonilla Herrero                | Distrito Capital        |                   |
| 1981 | Rosa Inés Solís Vargas                 | Provincia di San José   |                   |
| 1982 | Lilliana Corella Espinoza              | Provincia di Heredia    |                   |
| 1983 | María Gabriela Pozuela Castro          | Provincia di Cartago    |                   |
| 1984 | Silvia Portilla Vásquez                | Provincia di Guanacaste |                   |
| 1985 | Rosibel Chacón Pereira                 | Provincia di Puntarenas |                   |
| 1986 | Aurora Velásquez Arigño                | Provincia di Limón      |                   |
| 1987 | Ana María Bolaños Aguilar              | Provincia di Alajuela   |                   |
| 1988 | Ericka María Paoli González            | Provincia di Heredia    |                   |
| 1989 | Luana Freer Bustamante                 | Distrito Capital        |                   |
| 1990 | Julieta Posla Fuentes                  | Distrito Capital        |                   |
| 1991 | Viviana Muñoz Fernández                | Distrito Capital        |                   |
| 1992 | Jessica Stephanie Manley Fredrich      | Distrito Capital        |                   |
| 1993 | Catalina Rodríguez Carranza            | Provincia di San José   |                   |
| 1994 | Jasmín Morales Camacho                 | Provincia di Limón      |                   |
| 1995 | Beatriz Alejandra Alvarado Mejía       | Provincia di Cartago    |                   |
| 1996 | Dafne Zeledón Monge                    | Provincia di Limón      |                   |
| 1997 | Gabriela Aguilar Chavarría             | Provincia di Cartago    |                   |
| 1998 | Kisha Alvarado Murillo                 | Provincia di Puntarenas |                   |
| 1999 | Arianna Bolaños Ugalde                 | Provincia di Guanacaste |                   |
| 2000 | Laura Mata Mora                        | Provincia di San José   |                   |
| 2001 | Paola Calderón Hütt                    | Provincia di Guanacaste |                   |
| 2002 | Merylin Villalta Castro                | Provincia di Cartago    |                   |
| 2003 | Andrea Ovares López                    | Provincia di San José   |                   |
| 2004 | Nancy Soto Martínez                    | Provincia di Heredia    | Top 10            |
| 2005 | Johanna Fernández Madrigal             | Valle del Bosque        |                   |
| 2006 | Fabriella María Quesada Sequeira       | Provincia di Puntarenas |                   |
| 2007 | Verónica María González Quesada        | Provincia di Heredia    |                   |
| 2008 | María Teresa Rodríguez Rodríguez       | Provincia di Alajuela   |                   |
| 2009 | Jessica María Umaña Solís              | Distrito Capital        |                   |
| 2010 | Marva Wright Ureña                     | Provincia di Cartago    |                   |
| 2011 | Johanna Solano                         | Provincia di Heredia    | Top 10            |
| 2012 | Nazareth Cascante                      | Provincia di Alajuela   |                   |
| 2013 | Fabiana Granados                       | Provincia di Guanacaste | Top 16            |
| 2014 | Karina Ramos                           | Provincia di Heredia    |                   |
| 2015 | Brenda Castro                          | Provincia di Limón      |                   |
| 2016 | Carolina Rodriguez                     | Provincia di Alajuela   |                   |
| 2017 | Elena Correa                           | Provincia di Heredia    |                   |
| 2018 | Natalia Carvajal                       | Provincia di San José   |                   |

## Miss Mondo Costa Rica

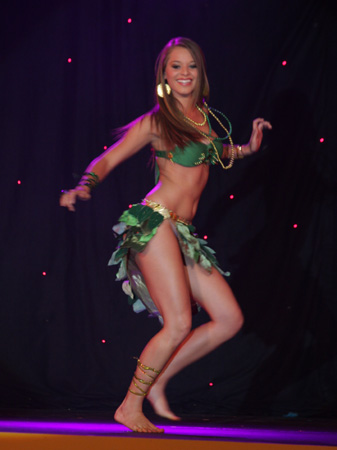
Amalia Matamoros, Miss Mondo Costa Rica 2008.

La seconda classificata di Miss Costa Rica, sino al 2006, ha rappresentato il proprio paese a Miss Mondo.
| Anno | Rappresentante                       | Regione                 | Piazzamento   |
| ---- | ------------------------------------ | ----------------------- | ------------- |
| 1965 | Marta Eugenia Escalante Fernández    | Provincia di Puntarenas | Semifinalista |
| 1966 | Sonia Mora                           | Provincia di Heredia    |               |
| 1967 | Marjorie Furniss                     | Provincia di Limón      |               |
| 1968 | Patricia Diers                       | Provincia di Limón      |               |
| 1969 | Damaris Ureña                        | Provincia di Guanacaste |               |
| 1972 | María Victoria (Vicki) Ross González | Provincia di Cartago    |               |
| 1974 | Rose Marie Leprade Coto              | Provincia di Guanacaste |               |
| 1975 | María Mayela Bolaños Ugalde          | Distrito Capital        |               |
| 1976 | Ligia María Ramos Quesada            | Distrito Capital        |               |
| 1977 | Carmen María Núñez Benavides         | Distrito Capital        |               |
| 1978 | Maribel Fernández García             | Provincia di San José   | Semifinalista |
| 1979 | Maríanela Brealey Mora               | Provincia di Heredia    |               |
| 1980 | Marie Claire Tracy Coll              | Provincia di Guanacaste |               |
| 1981 | Sucetty Salas Quintanilla            | Provincia di Puntarenas |               |
| 1982 | Maureen Jiménez Solano               | Distrito Capital        |               |
| 1983 | María Meléndez Herrera               | Distrito Capital        |               |
| 1984 | Catalina María Blum Peña             | Distrito Capital        |               |
| 1985 | Maríanela Herrera Marín              | Distrito Capital        |               |
| 1986 | Ana Lorena González García           | Provincia di San José   | Semifinalista |
| 1987 | Alexandra Eugenia Martínez Fuentes   | Provincia di Puntarenas |               |
| 1988 | Virginia Steinvort                   | Provincia di Alajuela   |               |
| 1989 | María Antonieta Sáenz Vargas         | Provincia di Limón      |               |
| 1990 | Andrea Murillo Fallas                | Provincia di Alajuela   |               |
| 1991 | Eugenie Jiménez Pacheco              | Provincia di Heredia    |               |
| 1992 | Marisol Soto Alarcón                 | Provincia di San José   |               |
| 1993 | Laura Odio Salas                     | Distrito Capital        |               |
| 1994 | Silvia Ester Muñoz Mata              | Distrito Capital        |               |
| 1995 | Shasling Navarro Aguilar             | Provincia di San José   |               |
| 1996 | Natalia Carvajal Lorenzo             | Provincia di Cartago    |               |
| 1997 | Rebeca Escalante Trejos              | Provincia di San José   |               |
| 1998 | María Luisa Ureña Salazar            | Distrito Capital        |               |
| 1999 | Fiorella Martínez Martínez           | Provincia di Heredia    |               |
| 2000 | Cristine de Mezerville Ferreto       | Provincia di Heredia    |               |
| 2001 | Piarella Peralta Rodríguez           | Provincia di Limón      |               |
| 2003 | Shirley Alvárez Sandoval             | Provincia di Guanacaste |               |
| 2004 | Shirley Calvo Jiménez                | Provincia di San José   |               |
| 2005 | Leonora Jiménez Monge                | Provincia di Alajuela   |               |
| 2006 | Bélgica Arias Palomo                 | Distrito Capital        |               |

Nel 2006, L'organizzazione di Miss Costa Rica ha perso la licenza per il franchise di Miss Mondo, che è passato al concorso Reinas de Costa Rica, che è indipendente da quello di Miss Costa Rica.
| Anno | Vincitrice                       | Regione               | Piazzamento |
| ---- | -------------------------------- | --------------------- | ----------- |
| 2007 | Wendy del Carmen Cordero Sánchez | Provincia di Cartago  |             |
| 2008 | María Amalia Matamoros Solis     | San Juan de Naranjo   |             |
| 2009 | Angie Catalina Alfaro Loria      | Provincia di Alajuela |             |

2010 Dayana Aguilera

## Miss Costa Rica Internacional
Ad eccezione che in dodici occasioni, la seconda o la terza classificata, o un'altra finalista, rappresentano il proprio paese a Miss International.
| Anno | Rappresentante                     | Regione                 | Piazzamento   |
| ---- | ---------------------------------- | ----------------------- | ------------- |
| 1965 | Ana Koberg                         | Provincia di Limón      |               |
| 1968 | Ana María Rivera                   | Distrito Capital        |               |
| 1969 | Sonia Kohkemper                    | Provincia di Cartago    |               |
| 1970 | Haydée Brenes                      | Provincia di Puntarenas | Semifinalista |
| 1972 | Isabel Amador                      | Provincia di San José   |               |
| 1974 | Ilse Marie Von Herold              | Provincia di San José   |               |
| 1975 | María Lidieth Mora Badilla         | Provincia di Cartago    |               |
| 1976 | Maritza Elizabeth Ortiz Calvo      | Provincia di Cartago    |               |
| 1977 | Hannia Chavarria Córdoba           | Provincia di Alajuela   |               |
| 1978 | Marlene Lourdes Amador Barrenechea | Provincia di Guanacaste |               |
| 1979 | María Lorena Acuña Karpinski       | Provincia di San José   |               |
| 1980 | Lorna Marlene Chávez Mata          | Distrito Capital        | Vincitrice    |
| 1981 | Trylce Jirón García                | Provincia di Limón      |               |
| 1982 | Sigrid Lizano Mejía                | Provincia di Heredia    |               |
| 1983 | Gidget Sandoval Herrera            | Provincia di San José   | Vincitrice    |
| 1984 | Mónica Zamora Velasco              | Provincia di Puntarenas |               |
| 1985 | Maríanela Herrera Marín            | Distrito Capital        |               |
| 1986 | Ana Lorena González García         | Provincia di San José   |               |
| 1987 | Alexandra Eugenia Martínez Fuentes | Provincia di Puntarenas |               |
| 1988 | Erika María Paoli González         | Provincia di Limón      | Semifinalista |
| 1989 | María Antonieta Sáenz Vargas       | Provincia di Limón      |               |
| 1990 | Andrea Murillo Fallas              | Provincia di Alajuela   |               |
| 1991 | Eugenie Jiménez Pacheco            | Provincia di Heredia    |               |
| 1992 | Marisol Soto Alarcón               | Provincia di San José   |               |
| 1993 | Laura Odio Salas                   | Distrito Capital        |               |
| 1994 | Silvia Ester Muñoz Mata            | Distrito Capital        |               |
| 2003 | Merilyn Villalta Castro            | Distrito Capital        |               |
| 2004 | Tatiana Vargas Cruz                | Provincia di Alajuela   |               |
| 2007 | Ibis Leonela Paniagua Viales       | Valle del Bosque        |               |
| 2009 | Natalia Álvarez Sandoval           | Provincia di San José   |               |

## Miss Tierra Costa Ricence
Miss Tierra Costa Ricence viene selezionata fra una delle varie finaliste del concorso e rappresenta Costa Rica a Miss Terra.
| Anno | Rappresentante                   | Regione                 | Piazzamento     |
| ---- | -------------------------------- | ----------------------- | --------------- |
| 2002 | María del Mar Ruiz Carballo      | Distrito Capital        |                 |
| 2003 | Marianela Zeledón Bolaños        | Provincia di Limón      | 3ª classificata |
| 2004 | Karlota Calderón Brenes          | Provincia di Puntarenas |                 |
| 2006 | Mari Paz Duarte Camacho          | Provincia di San José   |                 |
| 2007 | Natalia Mattey Salas             | Provincia di Heredia    |                 |
| 2008 | Wendy del Carmen Cordero Sánchez | Distrito Capital        |                 |
| 2009 | Karol Quirós Mora                | Provincia di Alajuela   |                 |
| 2010 | Alejandra Álvarez                | Provincia di San José   |                 |